# حزب الحرية الإندونيسي
حزب الحرية الإندونيسي (بالإندونيسية: Partai Merdeka) كان حزبًا سياسيًا ينشط في إندونيسيا. تأسس في عام 2002 كرد فعل على خيبة الأمل التي شعر بها العديد من النشطاء الاقتصاديين لفشل الأحزاب الإندونيسية الجديدة التي تم إنشاؤها بعد نهاية نظام النظام الجديد في إجراء تغييرات ذات مغزى للنظام السياسي. بدلاً من النضال من أجل أهداف سياسية ينصب تركيز الحزب على تحقيق اقتصاد شعبي. كانت المبادئ الرئيسية الثلاثة للحزب هي الأمة حكم الشعب والاستقلال.
في الانتخابات التشريعية لعام 2004 حصل الحزب على 0.7٪ من الأصوات الشعبية ولم يحصل على مقاعد. بعد الفشل في التأهل في البداية، وبعد دعوى قضائية اعترض الحزب على انتخابات 2009، لكنه جاء في المرتبة الأخيرة، حيث فازت بـ 0.11٪ فقط من الأصوات الشعبية، من العتبة الانتخابية البالغة 2.50٪ وللمرة الثانية لم يتحصل على أي مقعد في المجلس التشريعي. بعد نتائجه السيئة في تصويت عام 2009 انضم الحزب إلى تسعة أحزاب أصغر أخرى لتشكيل حزب الوحدة الوطنية.